# Симон I де Санлис, граф Нортгемптон
Симон I де Санлис (фр. Simon de Senlis), также известный как Симон де Сен-Лиз (англ. Simon of St. Liz; умер между 1111 и 1113) — англонормандский барон, 1-й граф Нортгемптон и Хантингдон, 3-й сын Ландри де Санлиса, сеньора Шантильи и Эрменонвиля в Пикардии. Он перебрался в Англию во время правления Вильгельма II Рыжего, получив руку богатой наследницы — Матильды Хантингдонской, а также графский титул. Сохранил своё положение Симон и во время правления Генриха I. После Первого крестового похода он совершил паломничество в Иерусалим. После 1111 года он вновь отправился в паломничество, но по дороге умер. Его вдова вышла замуж за будущего шотландского короля Давида I, что в будущем привело к длительному спору за наследство Матильды между потомками Симона и Давида.

## Происхождение
Симон происходил из французского рода Санлисов и был третьим сыном Ландри де Санлиса, сеньора Шантильи и Эрменонвиля в Пикардии, от брака с Ирменгардой, о которой кроме имени ничего не известно. Старший брат Симона, Ги I де Санлис (умер в 1124), стал наследником отца и известен как щедрый благотворитель Нотр-Дам-де-Санлиса и Сен-Мартен-де-Поля. Его сыновья были видными сторонниками Капетингов. Ряд его потомков занимал должность великого дворецкого Франции; от названия этой должности эта ветвь рода получила прозвание Ла Бутелье де Санлис (фр. La Bouteiller de Senlis). Другой брат Симона стал каноником собора Парижской богоматери.
В ряде документов Симона называют «де Сен Лиз» (фр. de St Liz, лат. de sancto Licio), что, судя по всему, является попыткой вывести этимологию топонима Санлис.

## Биография
О карьере Симона известно мало. В манускрипте об основании монастыря Святого Андрея в Нортгемптоне сообщается, что он прибыл в Англию во время правления Вильгельма I Завоевателя, пользуясь его покровительством. Однако в составленной в 1086 году «Книге Страшного суда» имя Симона отсутствует. На основании этого современные исследователи делают вывод, что он появился в Англии, скорее всего, уже во время правления Вильгельма II. Неизвестно, помогал ли он королю справиться с восстанием его брата, Роберта Куртгёза, однако он занимал достаточно выдающееся положение, чтобы король женил его на Матильде Хантингдонской, дочери графа Нортумбрии Вальтеофа и Юдит Лансской, племяннице Вильгельма Завоевателя. Этот брак, заключённый не позже 1090 года, принёс ему графский титул и обширные владения, простиравшиеся от Южного Йоркшира до Мидлсекса. В основном они были сосредоточены в графствах Нортгемптоншир, Хантингдоншир, Кембриджшир и Бедфордшир. Эти владения были известны как «гонор Хантингдон». В поздних источниках привязанный к этому владению титул называется или граф Хантингдон, или граф Нортгемптон. Некоторые исследователи считают, что в этот период существовало 2 разных графства, однако сохранившиеся данные свидетельствуют о том, что это феодальное владение было неделимым, а титулы графа Хантингдона и Нортгемптона были синонимичны. Если представители рода Санлисов предпочитали использовать титул графа Нортгемптона, то претендовавшие позже на эти владения представители шотландской королевской династии говорили о гоноре Хантингдона.
«De comitissa» — трактат, приводящий биографические сведения о графине Юдит по годам, который был созданн во время правления Генриха II Плантагенета и включён в составленный около 1219 года в Кроуленде отчёт о мученической смерти графа Вальтеофа, сообщает неправдоподобную семейную традицию. Согласно ей которой король хотел выдать замуж за Симона, названного там сыном некоего Ранульфа Богатого, приехавшего в Англию со старшим братом Гарнье и сорока рыцарями, за саму графиню. Однако Юдит отказалась от брака, сославшись на хромоту Симона, и бежала с дочерьми в Илийские болота.
«De comitissa» сообщает о том, что Симон де Санлис совершил паломничество в Иерусалим. Скорее всего это произошло после Первого крестового похода, поскольку, по сообщению аббата Сугерия, граф Нортгемптон в 1098 году участвовал в Вексенской кампании Вильгельма II против наследника французского короля, принца Людовика, во время которой попал в плен. Позже Симон был выкуплен.
После восхождения на престол Генриха I Симон засвидетельствовал королевскую хартию о свободах, выданную во время коронации 5 августа 1100 года. Возможно, что он сопровождал короля во время его кампании против Роберта де Беллема. Также Симон засвидетельствовал ряд королевских хартий в 1100—1103, 1106, 1107, 1109 и 1110 годах.

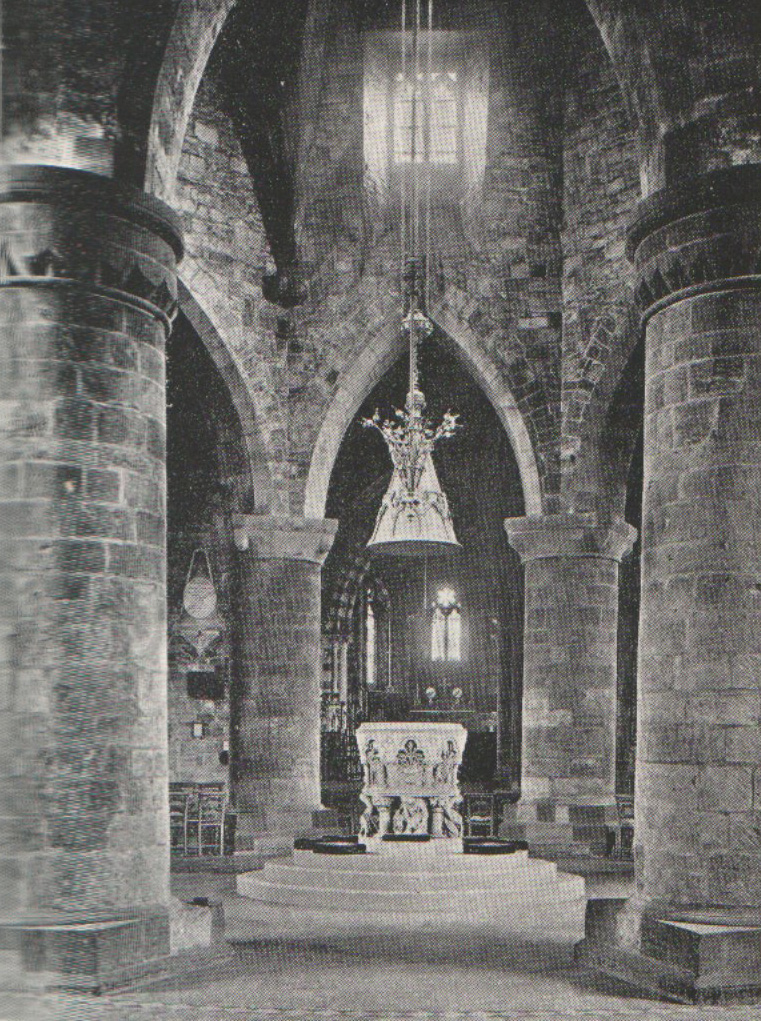
Интерьер церкви Гроба Господня в Нортгемптоне

Судя по всему, именно Симон построил первый замок в Нортгемптоне, а также расширил первоначальный город, обнеся городскими стенами территорию за пределами прежних оборонительных сооружений. Не исключено, что именно паломничество Симона в Иерусалим стало причиной строительства церкви Гроба Господня в Нортгемптоне, хотя самая ранняя постройка датируется второй четвертью XII века. Кроме того, он между 1093 и 1100 годами основал церковь Всех Святых и клюнийский монастырь Святого Андрея, находившийся в подчинении французского монастыря Нотр-Дам-де-ла-Шарите-сюр-Луар. Когда Хью Лестерский, управляющий графини Матильды, около 1090 года основал клюнийский монастырь в Престон Кейпс, он, подражая Симону, предоставил ему пожертвования от светского колледжа в Давентри, куда монастырь и переехал в 1107/1108 году. Также граф сделал ряд дарений Линкольнскому собору.

## Смерть и наследство
Позже Симон решил предпринять новое паломничество в Иерусалим, однако умер в Ла-Шарите-сюр-Луар и был там похоронен в местном монастыре. Возможно, что позже его тело было перевезено в монастырь Святого Неота, которому он покровительствовал. Точный год смерти Симона неизвестен. Последний раз его имя встречается на хартии Генриха I, датированной 8 августа 1111 года, выданной в Нормандии. Возможно, что именно после этого граф отправился в своё последнее путешествие. Он был уже мёртв в середине лета 1113 года, когда графство Хантингтон было даровано будущему королю Шотландии Давиду I, женишемуся на вдове Симона.
Наследник Симона, Симон II, в момент смерти отца был малолетним. После смерти в 1131 году Матильды достигший к тому времени совершеннолетия наследник графства потребовал у короля справедливости, но Генрих I, желавший, чтобы после его смерти корону унаследовала его дочь Матильда, нуждался в поддержке Давида I, ставшего к этому времени королём Шотландии. В результате тот сохранил контроль над владениями жены и после её смерти. Попытки Симона получить своё наследство успехом не увенчались. Только во время правления Стефана Блуаского Симону II удалось получить часть своего наследства. В дальнейшем между шотландскими монархами и потомками Симона де Санлиса развернулась длительная борьба за права на среднеанглийские земли, ставшая одним из поводов обострения англо-шотландских отношений и возобновлением войны между этими государствами.

## Дети
Жена: с 1087/1090 Матильда Хантингдонская (1071/1076 — 1130/1131), дочь Вальтеофа, графа Нортумбрии, Хантингдона и Нортгемптона. Дети:
- Симон II де Санлис (умер в августе 1153), 2-й граф Нортгемптон и граф Хантингдон с 1111/1113 года[5][3][6].
- Вальтеоф Святой (около 10905 — 3 августа 1159), аббат монастыря Мелроуз в Шотландии с 1148 года[5][3][12].
- Матильда де Санлис (умерла в 1157/1163); 1-й муж: с около 1112 Роберт Фиц-Ричард де Клер[англ.] (умер около 1134), феодальный барон Литл Данмау; 2-й муж: с 1136 Саэр I де Квинси (умер в 1156/1158)[5][3].
- дочь[3].

После смерти мужа Матильда вышла замуж вторично за будущего короля Шотландии Давида I.

## Образ в культуре
Симон де Санлис (Санли) и члены его семьи являются главными действующими лицами исторических романов современной британской писательницы Элизабет Чедвик: «Зимняя мантия» (2002, англ. The Winter Mantle) и «Соколы Монтабара» (2003, англ. The Falcons of Montabard).